# Goehner (Nebraska)
Goehner es una villa ubicada en el condado de Seward en el estado estadounidense de Nebraska. En el Censo de 2010 tenía una población de 154 habitantes y una densidad poblacional de 341,72 personas por km².

## Geografía
Goehner se encuentra ubicada en las coordenadas 40°49′58″N 97°13′11″O / 40.83278, -97.21972. Según la Oficina del Censo de los Estados Unidos, Goehner tiene una superficie total de 0.45 km², de la cual 0.45 km² corresponden a tierra firme y (0%) 0 km² es agua.

## Demografía
Según el censo de 2010, había 154 personas residiendo en Goehner. La densidad de población era de 341,72 hab./km². De los 154 habitantes, Goehner estaba compuesto por el 100% blancos, el 0% eran afroamericanos, el 0% eran amerindios, el 0% eran asiáticos, el 0% eran isleños del Pacífico, el 0% eran de otras razas y el 0% pertenecían a dos o más razas. Del total de la población el 5.19% eran hispanos o latinos de cualquier raza.